# Euphorbia ballyana
Euphorbia ballyana Rauh, 1966 è una pianta della famiglia delle Euforbiacee, endemica del Kenya.

## Distribuzione e habitat
La specie è un endemismo del Kenya